# Ellerby (Yorkshire de l'Est)
Pour les articles homonymes, voir Ellerby.
Ellerby est une paroisse civile du Yorkshire de l'Est, en Angleterre.